# Domenico Bartolucci
Domenico Bartolucci (Borgo San Lorenzo, Florencia, 7 de mayo de 1917 - Roma, 11 de noviembre de 2013) fue un músico y cardenal italiano, director de la Capilla Musical Pontificia llamada "Capilla Sixtina". 

## Biografía
Al terminar la escuela primaria entró en el seminario en Florencia, donde, además de los estudios regulares, se dedicó a la música con Francesco Bagnoli, director del coro de la catedral de Florencia. Muy pronto se le pidió que acompañara el órgano de la catedral las actuaciones del coro. A la muerte de Bagnoli le sucedió en el puesto, y el mismo año empezó a componer sus primeras obras: misas, motetes, música de órgano y de cámara, madrigales, pero sobre todo La Tempesta sul Lago en 1935, su primer oratorio.
En 1939 protagoniza dos hechos decisivos: la ordenación sacerdotal, es 23 de diciembre, y un diploma en composición y dirección en el Conservatorio de Florencia con Vito Frazzi. A finales de 1942, después de enseñar en los seminarios de la diócesis de origen, fue a Roma para desarrollar un conocimiento más profundo de la música sacra, a través del contacto con la práctica de los coros entonces florecientes. Iniciada así su estancia en la Urbe, fue invitado al Almo Colegio Capránica. Además de frecuentar a Raffaele Casimiri, un famoso erudito de Palestrina, pronto se unió a Lavinio Virgili como director adjunto de la Capilla de San Juan de Letrán.
En 1947 el cardenal Elia Dalla Costa le nombró párroco de Montefloscoli, una pequeña ciudad en el Mugello, en Toscana.
Con la ejecución de sus poema sacro Baptisma en el Instituto Pontificio de Música Sacra, en Roma, fue nombrado maestro de la Capilla liberiana de Santa María la Mayor y profesor de composición y dirección en dicho Instituto.
En 1952, siguiendo el consejo de Lorenzo Perosi, fue nombrado Maestro Adjunto de la Capilla Sixtina. En el mismo año compuso el oratorio La Ascensión, con el que se inauguró en la Ciudad de México el nuevo santuario de la Virgen de Guadalupe.
Muerto Perosi en 1956, Pío XII lo nombró director permanente de la Capilla Musical Sixtina, cargo que desempeñó hasta 1997.
En 1959, recibió la aprobación de Juan XXIII para el proyecto de reorganización de la Capilla Musical Pontificia. Se obtuvo así un lugar adecuado para realizar los ensayos y para el archivo; se nombró el conjunto estable de cantores adultos y se dio vida a la Schola puerorum dedicada exclusivamente a la formación de los niños.
En 1965 el maestro fue nombrado académico de la Academia de Santa Cecilia. La misma Academia programó varias veces, en las temporadas siguientes, actuaciones sinfónicas de Bartolucci, a quien invitó como director. Ocupan un lugar destacado Gloriosi Principes, presentado a todos los padres del concilio, estando presente Pablo VI, y a Juan Pablo II le dedicó la Ascensione, cuando regresó a Roma para continuar su ministerio pastoral después del atentado.
Además de la dirección de la Capilla Papal, se dedicó a la docencia en el Conservatorio de Santa Cecilia en Roma y el Instituto Pontificio de Música Sacra, fue profesor de la polifonía de Palestrina en Italia y en el extranjero, dirigió los principales conjuntos sinfónico-corales italianos y fue galardonado con altos honores y premios nacionales e internacionales.
El maestro toscano es autor de una producción musical enorme. El corpus de obras ya publicadas por Edizioni Cappella Sistina supera los cuarenta volúmenes, e incluye seis libros de motetes, seis de misas, laudes, himnos, cantos y una serie de oratorios y misas para solistas, coro y orquesta.
Con motivo de su 85 cumpleaños, con el objeto de preservar y difundir el gran patrimonio musical que compuso, se estableció la Fundación Domenico Bartolucci. Presidente del Comité de Honor desde el principio fue el cardenal Sergio Sebastiani. Formó parte también el entonces cardenal Joseph Ratzinger. En los últimos años, la fundación ha realizado numerosos eventos musicales y formó un coro que, entre otras cosas, ofreció a Benedicto XVI un concierto en la Capilla Sixtina el 24 de junio de 2006. También dirigió un concierto dedicado al Papa en Castel Gandolfo en agosto de 2011.
Benedicto XVI lo creó cardenal en el consistorio del 20 de noviembre de 2010, de la diaconía de Santísimos Nombres de Jesús y María en Via Lata.
Falleció en Roma a los 96 años de edad, el 11 de noviembre de 2013. Su funeral se celebró dos días después en el Altar de la Cátedra de la Basílica de San Pedro. La liturgia fúnebre estuvo presidida por el cardenal Angelo Sodano, decano del Colegio Cardenalicio. Al final de la celebración, el Papa Francisco presidió el rito de la ultima commendatio y la valedictio. El cuerpo fue enterrado primeramente en una hornacina del cementerio de la Venerable Cofradía de la Merced de su natal Borgo San Lorenzo. El 24 de noviembre el cuerpo fue exhumado y trasladado a un sarcófago dentro de la capilla de la Santa Cruz en el mismo cementerio.